# Сэмпсон, Уилл
Уилл Сэмпсон (англ. Will Sampson; 27 сентября 1933, Окмалги, Оклахома — 3 июня 1987[…], Хьюстон) — американский киноактёр и художник, один из духовных лидеров Индейского Возрождения, в молодости чемпион родео. Наиболее известен как исполнитель роли глухонемого вождя Бромдена в кинофильме Милоша Формана «Пролетая над гнездом кукушки» (1975).

## Биография
Родился на семейном хуторе восточнее г. Мориц, юность провёл в г. Окмалги (столице Нации Маскоги), штат Оклахома. Индеец-маскоги, представитель народа криков, Уилл Сэмпсон был ковбоем, наездником родео и живописцем, со временем стал признанным духовным лидером национального движения коренных американцев. Сын индейцев-баптистов, в отрочестве он отказался от обряда крещения, обратившись к древней вере предков. Военную службу проходил в ВМС США в Японии.
Кинокарьеру начал, когда ему было за сорок, дебютировав в роли Вождя Бромдена (фильм М. Формана «Пролетая над гнездом кукушки»).
В оставшиеся 12 лет жизни актёр снялся ещё почти в 30 фильмах и телесериалах, некоторые из которых также получили престижные премии. Уилл Сэмпсон — отец 10 детей (старший сын Тим Сэмпсон (1955 г.р.) также киноактёр).
В последние десять лет жизни У. Сэмпсон страдал склеродермой (Системная склеродермия), приведшей к серьёзным проблемам с сердцем и лёгкими. Через полтора месяца после операции по пересадке этих органов Уилл Сэмпсон скончался 3 июня 1987 года в городе Хьюстон, штат Техас. Актёр похоронен на индейском кладбище «Грэйвс-Крик» в Оклахоме.

## Фильмография
- 1975 — Пролетая над гнездом кукушки / One Flew Over the Cuckoo’s Nest — вождь Бромден
- 1975 — Чокнутая мамаша / Crazy Mama
- 1976 — Буффало Билл и индейцы / Buffalo Bill and the Indians, or Sitting Bull’s History Lesson
- 1976 — Джоси Уэйлс — человек вне закона / The Outlaw Josey Wales
- 1977 — Белый бизон / The White Buffalo
- 1977 — Смерть среди айсбергов / Orca — The Killer Whale
- 1979 — Индеец Ястреб / Fish Hawk
- 1985 — Ничтожество / Insignificance
- 1986 — Полтергейст II: оборотная сторона / Poltergeist II — The Other Side
- 1986 — Идущий в огне / Firewalker — Высокий Орёл
- 1987 — Стрелки / The Gunfighters

## Премии и награды
Как живописец Уилл Сэмпсон неоднократно был удостоен наград и почётных званий на конкурсах и художественных выставках в шт. Оклахома.
В 1980 году Сэмпсон был номинирован как лучший иностранный актёр на канадскую премию «Гений» за исполнение заглавной роли в фильме «Fish Hawk» (эта картина под русским названием «Индеец Ястреб» в 1979 году стала участницей конкурсной программы Московского международного кинофестиваля).

## Память
Память Уилла Сэмпсона была увековечена различными индейскими правительственными и общественными организациями (официальное присвоение имени Уилла Сэмпсона трассе в штате Оклахома (Will Sampson Road), медальон на Аллее Славы в городе Талса, посмертно присвоенные награды за вклад в развитие культуры индейцев США и пр.).